# Gulrich József
Gulrich József (Budapest, 1942. május 22. – Budapest, 2000. július 20.) úszó, edző.
1955-től a Budapesti Honvéd, majd 1961-től a Vasas úszója volt. 1960-tól 1964-ig szerepelt a magyar válogatottban. Nemzetközi versenyeken elsősorban pillangóúszásban, vegyesúszásban, illetve a vegyes- és gyorsváltó tagjaként volt eredményes. 1962-ben két alkalommal javította meg a 100 méteres pillangóúszás Európa-rekordját. Az 1963. évi Porto Alegre-i Universiaden egy arany- és egy ezüstérmet nyert. Az 1964. évi olimpián a Csikány József, Dobai Gyula, Gulrich József, Lenkei Ferenc összeállítású magyar vegyes váltó tagjaként a 6. helyen végzett.
1966-ban a szegedi József Attila Tudományegyetemen jogi, 1980-ban a Testnevelési Főiskolán úszó szakedzői oklevelet szerzett. Visszavonulása után a Budapesti Honvéd, majd az Újpesti Dózsa edzője volt.

## Sporteredményei
- olimpiai 6. helyezett (1964: 4×100 m vegyes)
- Európa-bajnoki 4. helyezett (1962: 4×100 m gyors)
- Európa-bajnoki 5. helyezett (1964: 4×100 m vegyes)
- Universiade-győztes (1963: 4×100 m vegyes)
- Universiade 2. helyezett (1963: 4×100 m gyors)
- tizenegyszeres magyar bajnok
- Európa-csúcsai:
  - 100 m pillangó: 1:01,0 ; 1:00,2 (1962)